# Judith Soko
Judith Soko (* 31. März 2004) ist eine sambische Fußballspielerin.

## Karriere

### Verein
Zur Saison 2022/23 wechselte Soko von den Green Buffaloes zu den YASA Queens.

### Nationalmannschaft
In der sambischen A-Nationalmannschaft debütierte sie am 10. April 2021 bei einer 1:3-Freundschaftsspielniederlage gegen Südafrika.
Am 3. Juli 2023 wurde sie in den sambischen Kader für die Weltmeisterschaft 2023 nominiert.